# دامیر مارتین
دامیر مارتین (انگلیسی: Damir Martin؛ زادهٔ ۱۴ ژوئیه ۱۹۸۸) ورزشکار روئینگ اهل کرواسی است.
وی در مسابقات کشوری و بین‌المللی در مجموع برندهٔ ۹ مدال طلا، ۶ مدال نقره و ۱ مدال برنز شده‌است.